# Ritratto di Hans Tucher
Il Ritratto di Hans Tucher è un dipinto a olio su tavola (28x24 cm) di Albrecht Dürer, datato  1499 e conservato nello Schlossmuseum a Weimar. Fa pendant con il Ritratto di Felicitas Tucher, nello stesso museo.

## Storia
Dopo il passaggio di Federico il Saggio da Norimberga nel 1496, che chiese a Dürer di effigiarlo in un ritratto, l'artista ricevette numerose commissioni dall'aristocrazia locale. Tra queste spiccano i due dittici della famiglia Tucher, raffiguranti due coppie di moglie e marito. Due si trovano oggi nello Schlossmuseum di Weimar, e uno a Kassel (Ritratto di Elspeth Tucher) il cui pendant (Nicholas) è andato perduto.
Nel 1945 questo dipinto, con il corrispondente ritratto della moglie, venne trafugato ricomparendo poi in una collezione privata a New York; vennero recuperati dallo stato tedesco e ricollocati a Weimar.

## Descrizione e stile
Sullo sfondo di uno sgargiante drappo damascato, che lascia intravedere un luminoso paesaggio a destra, si vede l'uomo ritratto all'altezza delle spalle, con lo sguardo rivolto verso la valva dove si trova la moglie e un triplo anello d'oro mostrato nella mano che affiora dal bordo inferiore. 
L'uomo, all'epoca quarantaduenne, è rappresentato con una posa altera e aristocratica, in cui è stata colta una certa freddezza, attribuita all'indifferenza del pittore nei confronti dei committenti. Egli è ritratto fino alle spalle voltato di tre quarti a sinistra, con una cappello scuro dalle falde rigirate, la folta capigliatura bionda e lunga, e una casacca foderata di pelliccia, che certifica il suo alto status sociale. 
Sul broccato si legge la scritta "Hans Tucher 42 Ierig 1489". Il motivo del paesaggio e del velo, inventato dai fiamminghi e già in uso dalla metà del secolo anche presso gli italiani, mostra poche varianti rispetto ai modelli. Nei ritratti dopo il 1499 tali elementi vennero abbandonati in favore di uno sfondo uniforme, quasi sempre rappresentante una parete chiusa. 
Sul retro si trovano gli stemmi familiari, visibili quando il dittico veniva chiuso.

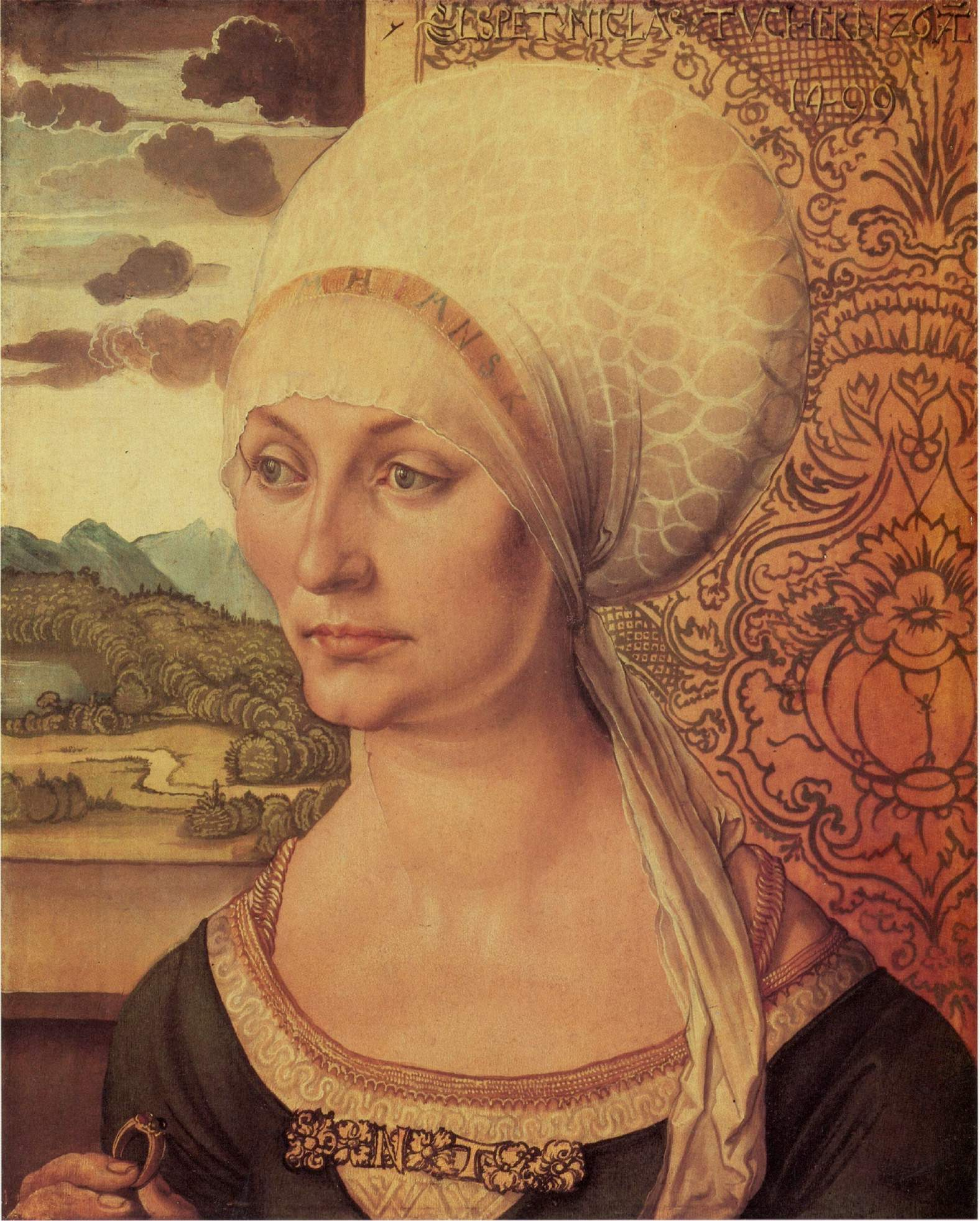
Ritratto di Elspeth Tucher
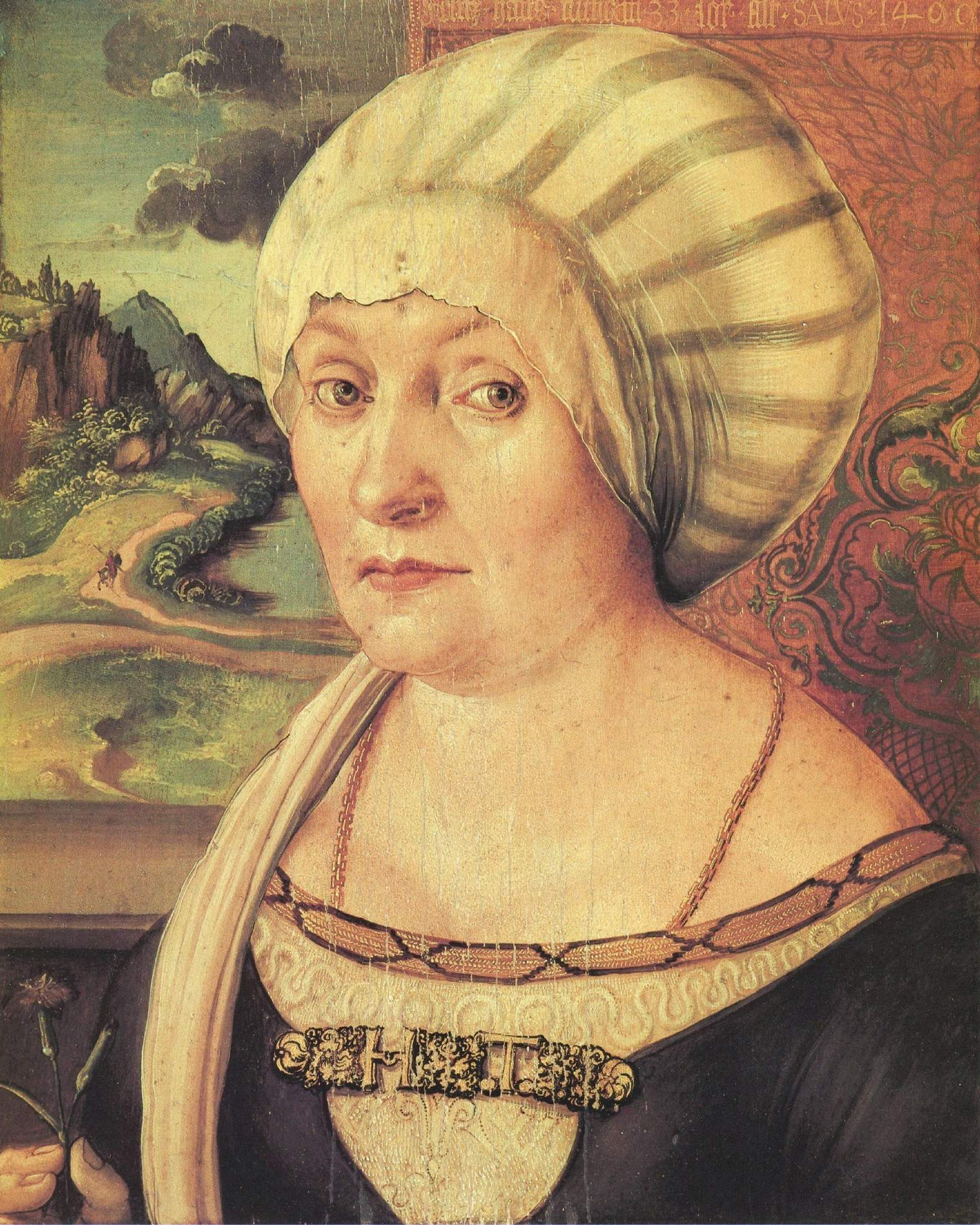
Ritratto di Felicitas Tucher
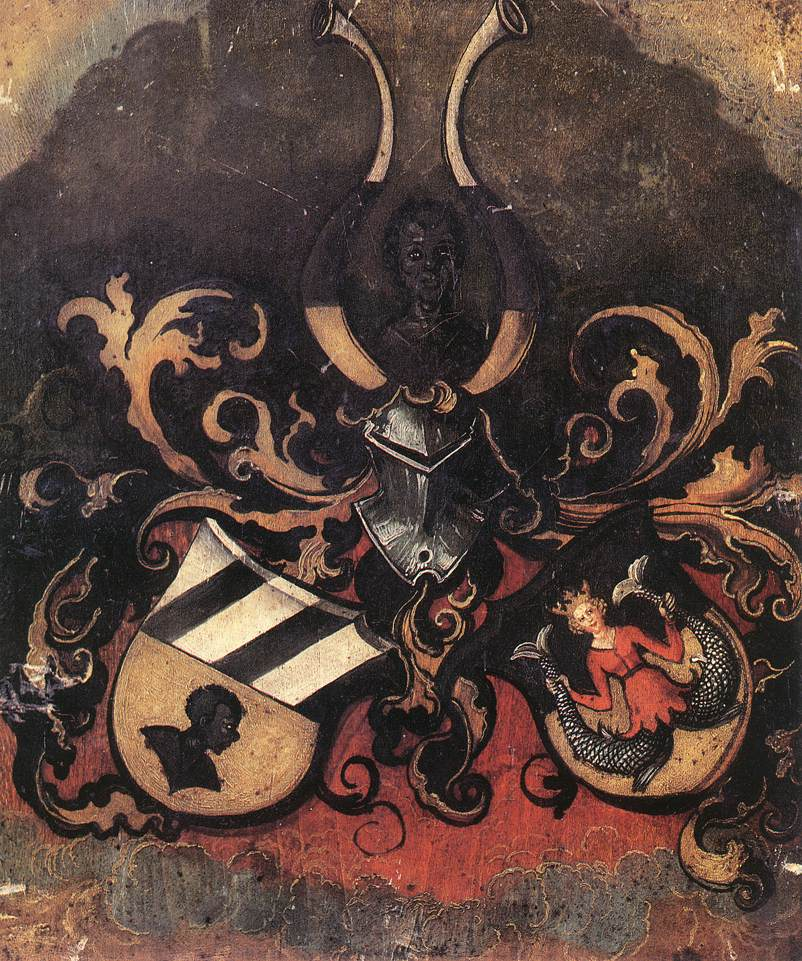
Stemmi Tucher e Rieter, sul retro